# Mission sans retour
Mission sans retour est le dix-neuvième roman de la série Les Conquérants de l'impossible écrite par Philippe Ébly. Ce roman est paru pour la première fois en 1996 chez Hachette dans la collection Bibliothèque verte. 

## Présentation
Ce volume est particulier en cela qu'il est le fruit de la collaboration de Philippe Ébly avec des collégiens de Savoie rencontrés lors d'interventions en milieu scolaire. Cela se remarque d'ailleurs par les divers aspects dramatiques et littéraires où l'on note quelques façons narratives et stylistiques légèrement différentes d'un cru Philippe Ébly "pur jus".
Ce volume présente également deux particularités : la présence de Marine, la cousine de Serge (et pour cause : elle se révélera être le personnage-clé de l'intrigue) et, plus curieux, l'absence de Souhi, pourtant membre à part entière des Conquérants depuis La Grande Peur de l'an 2117. On sait que Raoul et Marc Forestier, présents parmi les Conquérants lors des trois premières aventures, ont également "disparu des radars" depuis, mais pour Souhi le fait est plus surprenant, sachant qu'il s'agit de la future femme de Serge.

## Résumé
Invités pour les vacances dans la maison familiale de Serge à Évian, les Conquérants de l'Impossible découvrent une broche. Comment expliquer que ce bijou de famille, datant du XVIIIe siècle, soit en autinios, un métal qui permet de voyager dans le temps ? Afin de percer ce mystère, ils n'ont d'autre choix que de remonter trois siècles en arrière. Avec la sinistre certitude que pour l'un des voyageurs, la mission sera sans retour...

## Les différentes éditions
- 1996 : Hachette, coll. : Bibliothèque verte, poche souple, texte original. Illustrations d'Erik Juszezak. 221 p.  (ISBN 2-01-209584-4),  (EAN 9782012095847) Texte sur Gallica
- 2004 : Degliame, coll. : Le Cadran bleu no 44. Illustrations de (inconnu). 153 p. (ISBN 2-914088-51-5),  (EAN 9782914088510)